# Feldmarschall-Leutnant

Insigna de rang unui FML (Austro-Ungaria), până la 1918

Feldmarschall-Leutnant, pe vremuri de asemenea scris Feldmarschalleutnant, scurtat FML, a fost unul din cele mai înalte grade de general în armată pe timpul SIRNG-ului, apoi în Imperiul austriac, Austro-Ungaria și în prima republică a Austriei, până în anul 1938. 

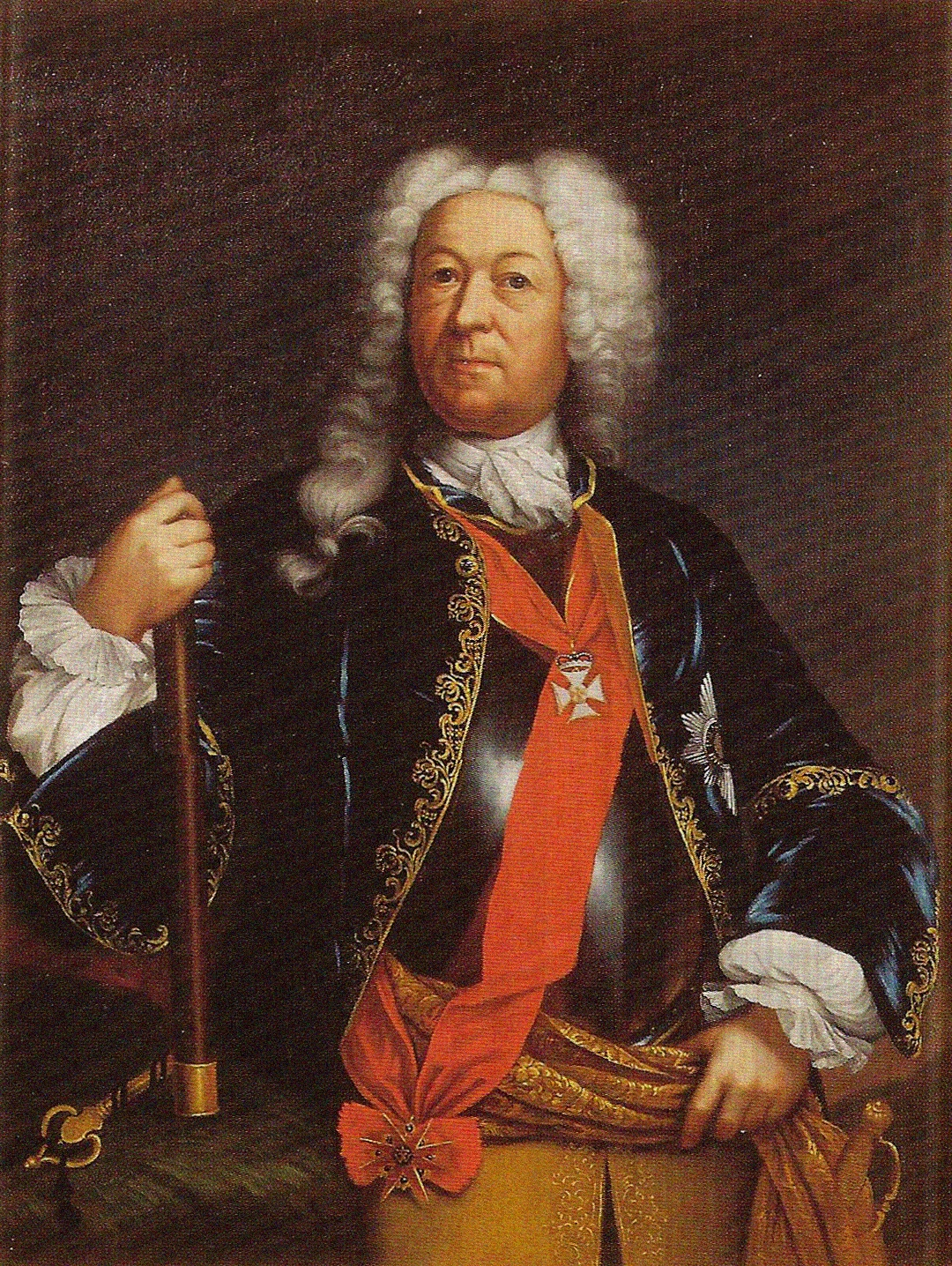
FML (1707) conte Hieronymus v. Erlach

## Istorie
Noțiunea de Feldmarschalleutnant a apărut împreună cu aceea unui feldmareșal timpuriu, în secolul al XVII-lea. Atunci, comandantul de oști a alăturat unui feldmareșal un „sub-mareșal”, adeseori numit și „locotenent (Leutnant) al feldmareșalului”. La început, datoria sa era supravegherea străzilor și a locurilor pentru aprovizionare, precum și a santinelelor. De asemenea, era responsabil cu gruparea forțelor armate în bătălii.

### 1618-1918

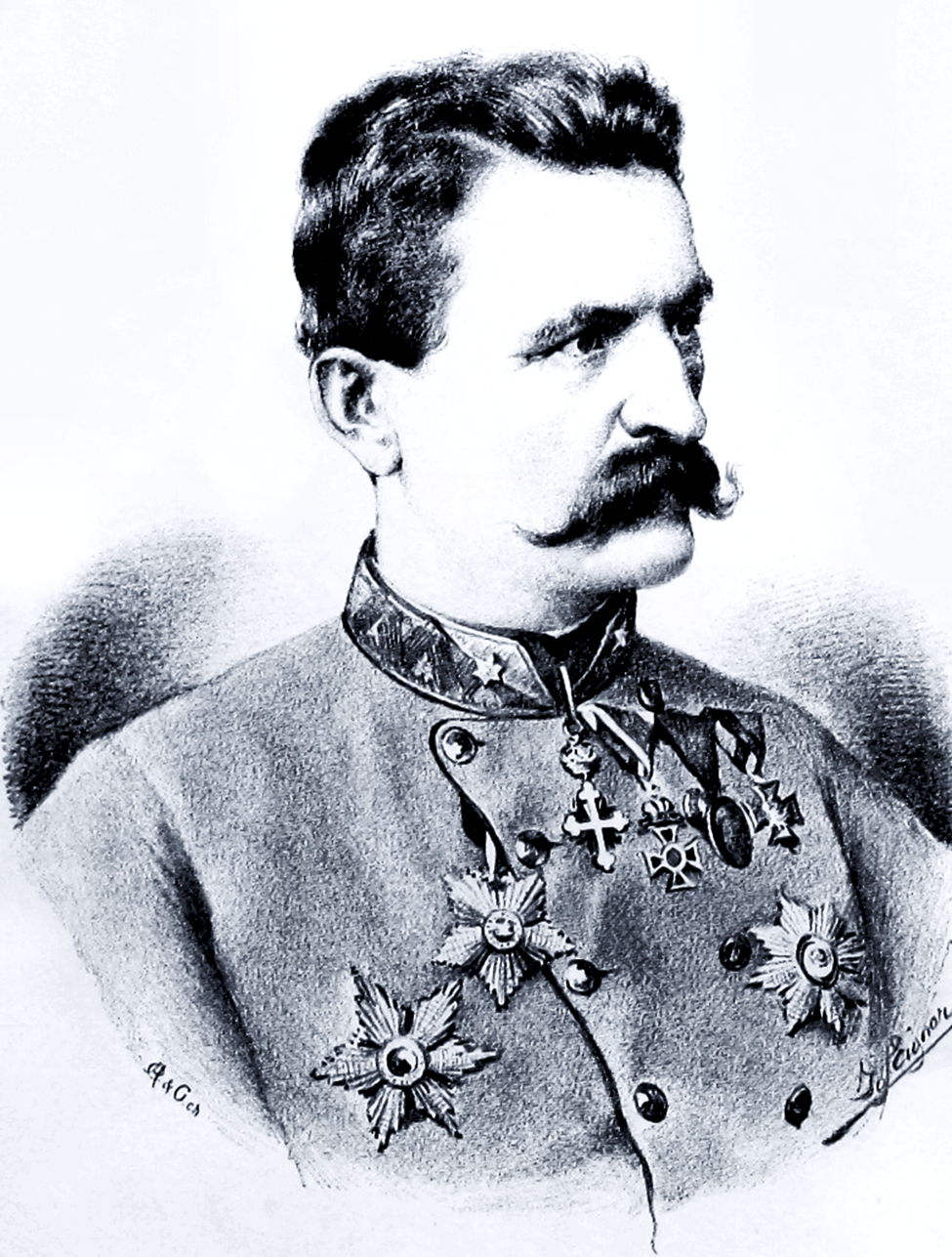
FML Alexandru Guran, încă ca GM

Acest grad a devenit important la izbucnirea Războiului de Treizeci de Ani, în 1618. Unii dintre primii care au avansat la acest grad au fost baronul Hieronymus de Colloredo (1582-1638), la 1 martie 1634, care a condus armata de mai multe ori împotriva ducelui Bernhard de Saxonia-Weimar, și baronul Lothar Dietrich von Bönninghausen (1598-1657), la 1 septembrie 1639. ca subșef al feldmareșalul Octavio Piccolomini (1599–1656).

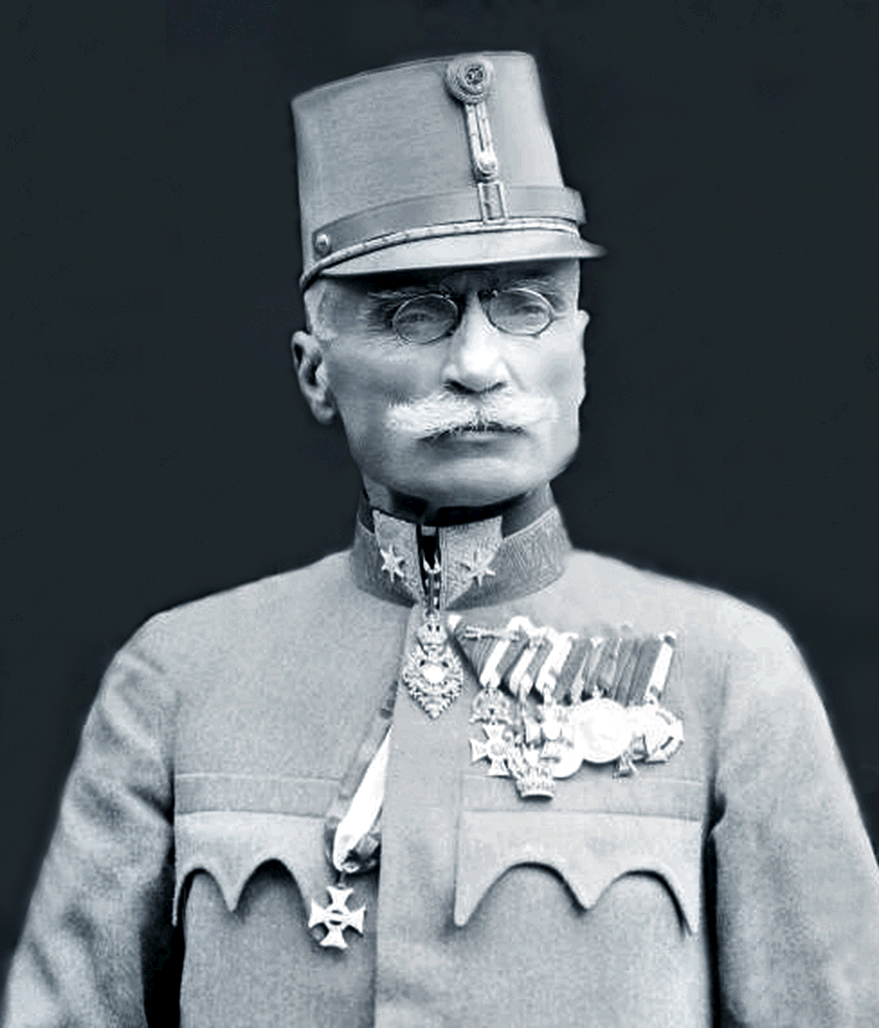
Ioan baron Boeriu de Polichna, încă ca GM

Din anul 1757 (confirmat 1767, 1784), acest grad de general în armata romano-germană a fost deținut de șeful Statului Major, responsabil pentru spionaj și anti-spionaj, cartografiere, unități speciale (artileria de rezervă, trupele de pionieri și vânători), ordinul de marș, justiția militară, aprovizionare, depozite și spitale, precum distribuirea de comenzi. Începând cu Războaiele Napoleoniene în 1792, multe din aceste funcții au fost delegate generalilor de brigadă sau coloneilor capabili, asistați de maiori și ofițeri mai tineri subalterni. Generalii cu rang de Feldmarschalleutnant au devenit mâna dreaptă a generalilor comandanți, preluând divizii de artilerie, cavalerie sau infanterie. Ei au rămas, de regulă, șefi ai Statului Major, care, în anul 1811, a fost subîmpărțit, după planul contelui Josef Radetzky, în trei departamente, dirijate tot de un Feldmarschalleutnant sau un „Generalmajor” (GM): Șef al directoratului de corespondență politică, șef al directoratului de operațiuni militare și șef al serviciilor armatei.

### 1919-1938
După prăbușirea Imperiului austro-ungar din cauza războiului, în prima republică din Austria, titlul a existat în continuare, până la unirea ei cu Cel de-al Treilea Reich. Cel mai faimos dintre acești generali a fost Alfred Jansa (1884-1963), un adversar îndărătnic al regimului hitlerist. Astăzi, acest grad militar nu mai există.

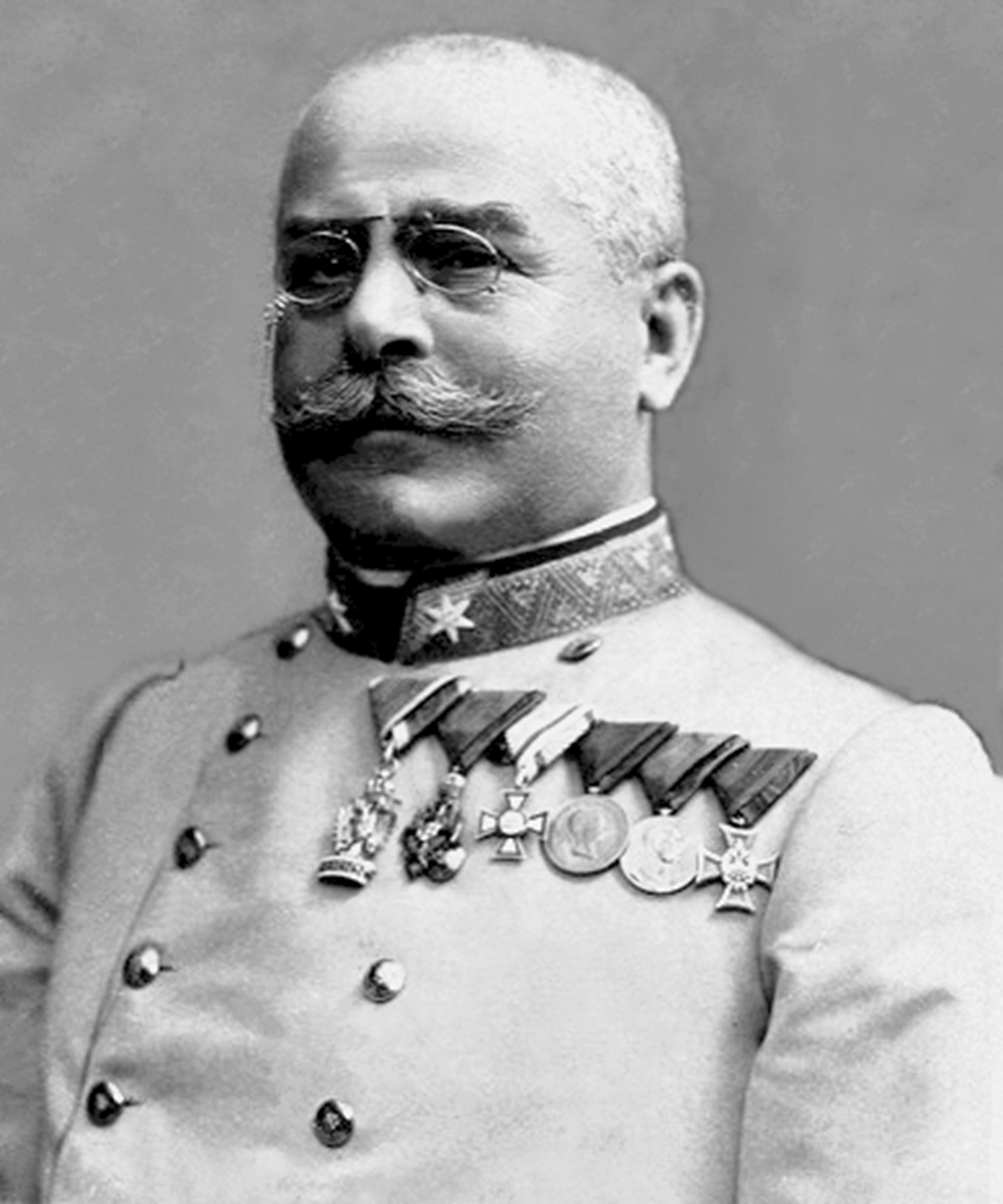
Nikolaus Cena, încă ca GM

Generalii cu rangul de Feldmarschalleutnant au purtat apelativul „Excelență” și ca insignă, la guler, două stele argintii pe bază aurie de brocat.

## Scriere
Până în anul 1867, acest grad a fost scris „Feldmarschall-Lieutenant”, apoi „Feldmarschalleutnant”. Datorită faptului că este vorba de un cuvânt vechi de titlu, care a expirat in 1938, noua regulă de ortografie germană cu trei consonante posibile unul după altul (de exemplu: Donauschiffahrt-Donauschifffahrt) n-ar avea voie să conteze în acest caz.

## Feldmarschalleutnant de origine română
- Ioan Boeriu, baron de Polichna
- Alexandru Guran
- Nicolae Cena
- Mihail de Șandru